# Марчук Євген Кирилович
Євге́н Кири́лович Марчу́к (28 січня 1941, Долинівка, Гайворонський район, Одеська (нині Кіровоградська) область, Українська РСР, СРСР — 5 серпня 2021, Київ, Україна) — український політичний та державний діяч, 4-й та 6-й Прем'єр-міністр України (керував урядом: 6.03.1995 (до 8.06.1995 — в. о.) — 27.05.1996), генерал армії України, кандидат юридичних наук, Народний депутат II та III скликань від СДПУ(О). Перший голова СБУ (1991—1994), другий Секретар РНБО (1999—2003) та шостий міністр оборони України (2003—2004).

## Біографія
Народився 28 січня 1941 року в селі Долинівка Гайворонського району Одеської області (нині Гайворонська міська територіальна громада Голованівського району Кіровоградської області) у селянській родині. У 1963 році закінчив філологічний факультет Кіровоградського педагогічного інституту за спеціальністю вчитель української мови і літератури та німецької мови. Друга вища освіта — юридична.
З 1963 року працював у складі 1-го управління (зовнішня розвідка) Комітету державної безпеки УРСР. До середини 70-х років перебував на оперативних посадах за кордоном, у тому числі й Німеччині. Знав чотири іноземні мови (англійську, німецьку, іспанську та російську).
З кінця 70-тих років працював в Україні на посаді заступника керівника 5-го управління КДБ СРСР. Майже 4 роки очолював комісію з реабілітації жертв політичних репресій.
Станом на червень 1991 року — перший заступник керівника КДБ СРСР. Генерал армії України (звання присвоєно указом Президента України 23 березня 1994 року).
5 червня 1991 року на засіданні Верховної Ради УРСР Марчука призначили міністром з питань оборони, національної безпеки і надзвичайних ситуацій УРСР.
За поданням Голови Верховної Ради України Леоніда Кравчука 6 листопада 1991 року Верховна Рада України призначила Марчука першим Головою Служби безпеки України (1991—1994).
Указом Президента Кравчука (№ 348/94) від 1 липня 1994 року (між першим і другим туром президентських виборів) Марчука призначили віцепрем'єр-міністром в Уряді Віталія Масола.
А 31 жовтня того ж року Указом новообраного президента Леоніда Кучми (№ 647/94) Марчука призначено першим віцепрем'єр-міністром України — головою Координаційного комітету при Президентові України по боротьбі з корупцією і організованою злочинністю. У зв'язку з тим, що прем'єр-міністр Масол подав у відставку з посади керівника уряду, президент Кучма указом від 3 березня 1995 року (№ 166/95) призначив Марчука виконувачем обов'язків прем'єр-міністра.
Під час підписання Конституційного договору між президентом і парламентом (08.06.1995. № 1к/95-ВР) указом президента Кучми (№ 433/95) перший віце-прем'єр-міністр Євген Марчук призначений прем'єр-міністром України.
На початку цих призначень у «Народній газеті» вийшла замітка, підписана групою осіб, у якій ці особи висловили протест такому призначенню в самостійній Україні, зазначивши, що Євген Марчук здобув високу посаду генерала КДБ й переїхав із Полтави в Київ за те, що їх було передано до суду та ув'язнено з подачі Марчука. Ці особи в кав'ярні вели бесіди на тему незалежної України, а офіцер КДБ Марчук був відповідальний за їх прослуховування.
Згідно з тодішнім законодавством (1995 р.) Марчук, бувши державним службовцем, мав право балотуватися до Верховної Ради. У грудні 1995 року на довиборах до Верховної Ради по Миргородському виборчому округу (№ 324) Марчука у першому турі обрали народним депутатом, а відтак у парламенті —— до Комітету з питань оборони і державної безпеки. У жовтні 1996 року він очолив фракцію «Соціально-ринковий вибір».
Розбіжності у поглядах із президентом і його оточенням на подальший розвиток держави все більше давалися взнаки і Кучма своїм указом від 27 травня 1996 року (№ 378/96) звільнив Євгена Марчука «з посади прем'єр-міністра України у зв'язку з виконанням ним функцій і повноважень народного депутата України на постійній основі». Пояснення Адміністрацією Президента Кучми такого рішення в публічному дискурсі набуло фольклорного виразу: «за створення власного політичного іміджу».
У березні 1998 року на виборах до ВРУ, не вступаючи до партії СДПУ(о), увійшов під № 2 до її списку, очолюваного Леонідом Кравчуком (1991—1994). Ставши народним депутатом, обраний керівником фракції СДПУ(о) (квітень — грудень 1998), а згодом очолив Комітет з питань соціальної політики та праці (липень 1998 — лютий 2000). Через те, що СДПУ(о) ухвалила рішення підтримати Кучму на президентських виборах 1999 року, Марчук у грудні 1998 року склав із себе повноваження керівника фракції цієї партії в парламенті, а невдовзі взагалі вийшов з її складу і приєднався до депутатської групи «Незалежні».
Брав участь у виборах президента України 1999 року, де у першому турі набрав 2 138 356 голосів (8,13 %), посівши 5 місце з 13 претендентів.
Указом президента Кучми від 10 листопада 1999 року (№ 1453/99) Марчук був призначений Секретарем Ради національної безпеки і оборони України.
З червня 2003 року до вересня 2004 року — Міністр оборони України. За час перебування на цій посаді брав участь у врегулюванні конфлікту щодо острова Тузла.
19 травня 2008 року був призначений радником (поза штатом) президента Ющенка.
10 грудня 2014 року очолив Міжнародний секретаріат з безпеки та цивільної співпраці між Україною та НАТО. За словами Валентина Наливайченка, Євген Марчук мав представляти й координувати всю діяльність міжнародної співпраці в питаннях безпеки у форматі Україна — НАТО, Україна — ЄС.

Могила Євгена Марчука, Байкове кладовище

Із травня 2015 року — представник України у підгрупі з питань безпеки Тристоронньої контактної групи на Мінських переговорах щодо ОРДЛО.
Із 21 листопада 2018 року розпорядженням Президента Порошенка уповноважений представляти Україну у Тристоронній контактній групі з мирного врегулювання Російсько-української війни в ОРДЛО замість Леоніда Кучми. Марчук здійснював цю діяльність на громадських засадах. Залишив посаду 19 травня 2019 року.
Помер 5 серпня 2021 року. Коронавірусна хвороба загострила захворювання, що спровокувало гостру серцево-легеневу недостатність. Був похований 7 серпня 2021 року на центральній алеї Байкового кладовища (ділянка № 42а).

### Родина
- Дружина Лариса Івшина, головний редактор газети «День»[28]
- двоє синів від першого шлюбу: Тарас і Вадим[29]
- кілька онуків

## Відзнаки та нагороди
- Орден Свободи (23 серпня 2021, посмертно) — за значний особистий внесок у державне будівництво, зміцнення обороноздатності, соціально-економічний, науково-технічний, культурно-освітній розвиток Української держави, вагомі трудові досягнення, багаторічну сумлінну працю та з нагоди 30-ї річниці незалежності України[30]
- Орден князя Ярослава Мудрого V ст. (27 січня 2001) — за визначні заслуги у зміцненні національної безпеки України, плідну державну і політичну діяльність[31]
- Відзнака Президента України «Іменна вогнепальна зброя» (29 січня 1996)[32]
- орден Трудового червоного прапора
- Командорський хрест із зіркою за заслуги перед Польщею
- 7 медалей
- Лауреат української премії ім. Сковороди (1997)
- Кандидат юридичних наук

## Публікації
- Україні буде складно аргументувати введення миротворців ООН: потрібно визнати або війну з РФ, або громадянський конфлікт [Архівовано 27 серпня 2017 у Wayback Machine.] // Гордон, blog, 25 серпня 2017 16.37
- Марчук Є. К. Виступи. Інтерв'ю. Статті. 1, 2 книги — К., Знання, 1998. — 463 с.